# Rima Wakarua
Pas d'image ? Cliquez ici

a Compétitions nationales et continentales officielles uniquement.

b Matchs officiels uniquement.
Dernière mise à jour le 12 août 2019.
Rima Wakarua, né le 25 mars 1976 à North Shore (Nouvelle-Zélande), est un joueur de rugby à XV néo-zélandais qui a joué pour l'Italie. Il évolue au poste de demi d'ouverture, arrière ou ailier.
Il a obtenu en Nouvelle-Zélande une licence en horticulture et c'est un excellent joueur de golf, discipline où il a un handicap de +4.[réf. nécessaire]

## Carrière

### En club
- 1994-1999: North Harbour Rugby Union
- 1999-2005: Leonessa Rugby
- 2005-2009: SKG Gran Parme
- 2009-2012: I Cavalieri Prato
- 2012-2016: Unione Rugby Prato Sesto

### En sélection
Il a honoré sa première cape internationale le 15 novembre 2003 à Canberra contre les Tonga, (match gagné 36-12) dans le cadre de la Coupe du monde.
Fait remarquable, il est même en 2020 le seul joueur de l'équipe d'Italie a plus de 10 sélection à avoir un ratio positif de match gagné/match perdus au XXIe siècle, avec 6 victoires et 5 défaites.

## Palmarès

### En club
Néant

### En sélection
- 11 sélections de 2003 à 2005.
- 99pts (15 transformations, 22 pénalités et 1drop).
- Tournoi des Six Nations disputé: 2004.
- Coupe du monde de rugby disputée: Coupe du monde de rugby 2003. Il termine 8e meilleur buteur.